# Stenocercus latebrosus
Stenocercus latebrosus är en ödleart som beskrevs av  John E. Cadle 1998. Stenocercus latebrosus ingår i släktet Stenocercus och familjen Tropiduridae.
Artens utbredningsområde är Peru. Inga underarter finns listade i Catalogue of Life.